# Ó Fiji
Accipiter rufitorques là một loài chim trong họ Accipitridae.